# Superliga de Kosovo 2011-12
La Superliga de Kosovo 2011-12 (Raiffeisen Superliga e Futbollit të Kosovës) fue la 13.ª edición del campeonato de fútbol de primer nivel en Kosovo y la quinta tras la declaración de la independencia. La temporada comenzó el 20 de agosto de 2011 y terminó el 6 de junio de 2011. El campeón fue el Prishtina.

## Sistema de competición
Un total de 12 equipos participaron entre sí todos contra todos 3 veces, totalizando 33 fechas. Al final de la temporada el primer clasificado se proclamó campeón. por otro lado los tres últimos clasificados descendieron a la Liga e Parë 2012-13.

## Equipos participantes
| Club       | Ciudad    |
| ---------- | --------- |
| Besa Pejë  | Peć       |
| Drenica    | Skenderaj |
| Drita      | Gjilan    |
| Gjilani    | Gjilan    |
| Hysi       | Podujevo  |
| KEK        | Obilić    |
| Lepenci    | Kačanik   |
| Liria      | Prizren   |
| Prishtina  | Pristina  |
| Trepça     | Mitrovica |
| Trepça'89  | Mitrovica |
| Vëllaznimi | Gjakova   |

## Tabla de posiciones
| Pos. | Equipo           | PJ | PG | PE | PP | GF | GC | Dif | Pts |
| ---- | ---------------- | -- | -- | -- | -- | -- | -- | --- | --- |
| 1.   | KF Prishtina (C) | 33 | 19 | 8  | 6  | 63 | 31 | +32 | 65  |
| 2.   | KF Trepça'89     | 33 | 17 | 10 | 6  | 54 | 29 | +25 | 61  |
| 3.   | KF Vëllaznimi    | 33 | 15 | 10 | 8  | 43 | 38 | +5  | 55  |
| 4.   | KF Besa          | 33 | 13 | 9  | 11 | 46 | 40 | +6  | 48  |
| 5.   | KF Hysi          | 33 | 14 | 5  | 14 | 50 | 41 | +9  | 47  |
| 6.   | KF Drita         | 33 | 13 | 8  | 12 | 44 | 42 | +2  | 47  |
| 7.   | KF Drenica       | 33 | 13 | 7  | 13 | 42 | 32 | +10 | 46  |
| 8.   | KF Liria         | 33 | 13 | 5  | 15 | 44 | 50 | −6  | 44  |
| 9.   | KF Trepça        | 33 | 12 | 7  | 14 | 39 | 44 | −5  | 43  |
| 10.  | KF Lepenci       | 33 | 11 | 9  | 13 | 35 | 42 | −7  | 42  |
| 11.  | KF KEK           | 33 | 7  | 7  | 19 | 38 | 66 | −28 | 28  |
| 12.  | KF Gjilani       | 33 | 6  | 5  | 22 | 25 | 68 | −43 | 23  |

|  | Campeón de Kosovo         |
|  | Descenso a la Liga e Parë |